# Castleton University

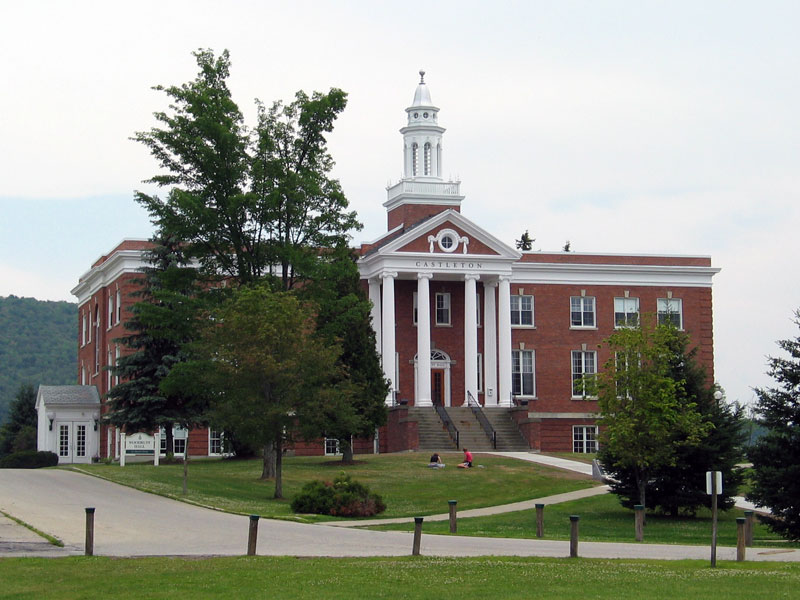
Woodruff Hall

Das Castleton State College ist eine staatliche Universität in Castleton im Westen des US-Bundesstaates Vermont. An der Hochschule sind über 2.300 Studenten eingeschrieben. Sie ist ein sogenanntes Liberal Arts College. Das College ist Teil des Verbundes der Vermont State Colleges.

## Geschichte

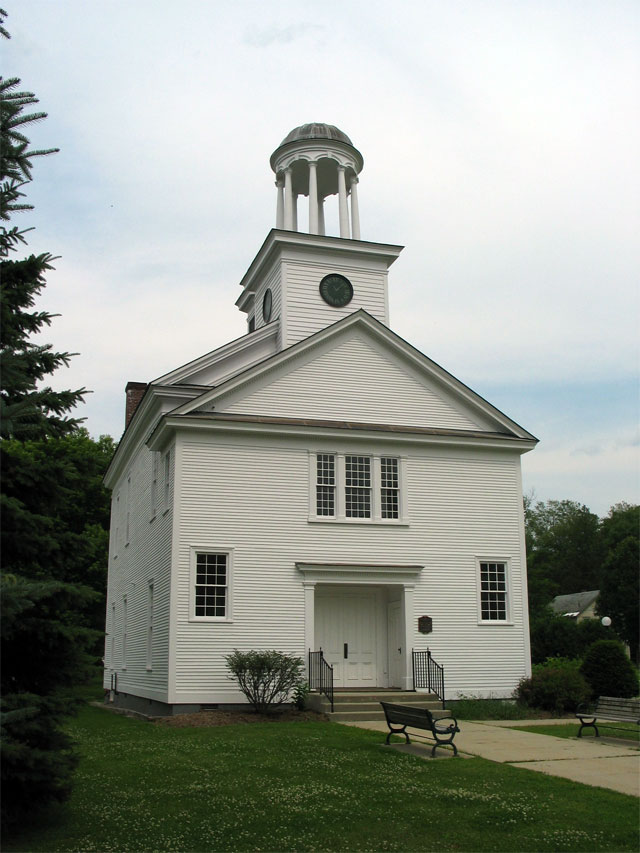
Old Chapel, das älteste Gebäude auf dem Campus, wurde 1821 gebaut

Die Universität wurde 1787 auf Initiative der Vermont General Assembly gegründet und ist nach der Harvard University (1636), der Yale University (1701), der Brown University (1764) und dem Dartmouth College (1769) die fünftälteste Hochschule in Neuengland. 1867 wurde die für die Lehrerausbildung zuständige Hochschule in State Normal School umbenannt. 1947 erfolgte abermals eine Umbenennung in Castleton Teachers College. 1962 trat sie schließlich in den Verbund der Vermont State Colleges ein, der Name Castleton State College vorausgesetzt. Seit 23. Juli 2015 hat sie den Namen Castleton University. David S. Wolk war ab 2002 Präsident, Karen Scolforo ab 2017.

## Zahlen zu den Studierenden und den Dozenten
Im Herbst 2021 waren 2.369 Studierende an der Castleton University eingeschrieben. Davon strebten 1.744 (73,6 %) ihren ersten Studienabschluss an, sie waren also undergraduates. Von diesen waren 56 % weiblich und 44 % männlich; 2 % bezeichneten sich als asiatisch, 5 % als schwarz/afroamerikanisch, 3 % als Hispanic/Latino und 80 % als weiß. 625 (26,4 %) arbeiteten auf einen weiteren Abschluss hin, sie waren graduates. Es lehrten 217 Dozenten an der Universität, davon 81 in Vollzeit und 136 in Teilzeit. 2008 waren es rund 2.000 Studierende gewesen.

## Sport
Die Sportteams der Universität nennen sich die Spartans. Das Castle State College ist Mitglied der North Atlantic Conference sowie der Eastern College Athletic Conference (ECAC). Ab 2009 wird die Hochschule auch eine Football-Mannschaft führen.